# Broken Dreams II
Broken Dreams II er et rock opsamlingsalbum udgivet 27. marts 2006 af Warner Music. Bemærk at The Stills – "Lola Stars & Stripes", Hot Hot Heat – "Elevator", Porcupine Tree – "Lazarus" også var på Broken Dreams. Albummet er desuden blevet udgivet i en New Zealandsk udgave.

## Spor

### Cd 1
1. HIM – "Wings Of A Butterfly"
2. Fort Minor – "Believe Me"
3. Red Hot Chili Peppers – "Knock Me Down"
4. Oasis – "Lyla"
5. David Gray – "The One I Love"
6. Placebo – "English Summer Rain"
7. My Chemical Romance – "The Ghost Of You"
8. Jet – "Are You Gonna Be My Girl"
9. Ash – "Orpheus"
10. 3 Doors Down – "Let Me Go"
11. Billy Corgan – "Tolovesomebody"
12. The Futureheads – "Decent Days & Nights"
13. The Donnas – "Take It Off"
14. The Stills – "Lola Stars & Stripes"
15. Blur – "Song 2"
16. Deftones – "Hexagram"
17. Disturbed – "Stricken"
18. Ramones – "Blitzkrieg Bop"

### Cd 2
1. Linkin Park – "Faint"
2. Simple Plan – "Untitled"
3. Hard-Fi – "Hard To Beat"
4. Radiohead – "The Bends"
5. Staind – "Right Here"
6. Idlewild – "Love Steals Us From Loneliness"
7. R.E.M. – "Leaving New York"
8. Alanis Morissette – "Ironic" (unplugged)
9. Daniel Powter – "Jimmy Gets High"
10. New Order – "Krafty"
11. Mystery Jets – "You Can't Fool Me Dennis"
12. Hot Hot Heat – "Elevator"
13. Barenaked Ladies – "Celebrity"
14. Porcupine Tree – "Lazarus"
15. The Soundtrack Of Our Lives – "Transcendental Suicide"
16. Timo Mass – "First Day"
17. Longview – "Further"
18. Doves – "Black & White Townv
19. The Stooges – "I Wanna Be Your Dog"